# Campionati europei di atletica leggera 2012 - Salto in alto femminile
La gara del salto in alto femminile si è tenuta il 27 ed il 28 giugno 2012.

## Risultati

### Qualificazioni
In finale si qualifica chi supera 1,92 m (Q) o rientra tra le prime 12.
| Pos | Gruppo | Atleta                     | Nazione       | 1.68 | 1.73 | 1.78 | 1.83 | 1.87 | 1.90 | Misura | Note  |
| --- | ------ | -------------------------- | ------------- | ---- | ---- | ---- | ---- | ---- | ---- | ------ | ----- |
| 1   | B      | Burcu Ayhan                | Turchia       | –    | –    | o    | o    | o    | o    | 1.90   | q     |
| 1   | B      | Ruth Beitia                | Spagna        | –    | –    | –    | o    | o    | o    | 1.90   | q     |
| 1   | B      | Mirela Demireva            | Bulgaria      | –    | –    | o    | o    | o    | o    | 1.90   | q     |
| 1   | A      | Irina Gordeeva             | Russia        | –    | –    | o    | o    | o    | o    | 1.90   | q     |
| 1   | A      | Emma Green Tregaro         | Svezia        | –    | –    | –    | o    | o    | o    | 1.90   | q     |
| 1   | A      | Olena Holosha              | Ucraina       | –    | –    | o    | o    | o    | o    | 1.90   | q     |
| 7   | B      | Melanie Melfort            | Francia       | –    | –    | o    | o    | xo   | o    | 1.90   | q     |
| 8   | B      | Tonje Angelsen             | Norvegia      | –    | –    | –    | xo   | o    | xo   | 1.90   | q     |
| 9   | B      | Airinė Palšytė             | Lituania      | –    | –    | o    | o    | o    | xxo  | 1.90   | q, SB |
| 9   | A      | Venelina Veneva-Mateeva    | Bulgaria      | –    | –    | o    | o    | o    | xxo  | 1.90   | q     |
| 11  | B      | Ebba Jungmark              | Svezia        | –    | –    | –    | o    | xo   | xxo  | 1.90   | q     |
| 12  | B      | Antonia Stergiou           | Grecia        | –    | o    | o    | o    | o    | xxx  | 1.87   | q     |
| 13  | A      | Øyunn Grindem              | Norvegia      | –    | –    | o    | o    | xo   | xxx  | 1.87   | SB    |
| 13  | B      | Anna Iljuštšenko           | Estonia       | –    | –    | –    | o    | xo   | xxx  | 1.87   |       |
| 13  | A      | Marie-Laurence Jungfleisch | Germania      | –    | –    | o    | o    | xo   | xxx  | 1.87   |       |
| 13  | A      | Austra Skujytė             | Lituania      | –    | o    | o    | o    | xo   | xxx  | 1.87   |       |
| 17  | A      | Oldřiška Marešová          | Rep. Ceca     | –    | –    | o    | o    | xxx  |      | 1.83   |       |
| 18  | A      | Eleriin Haas               | Estonia       | o    | o    | xo   | o    | xxx  |      | 1.83   | PB    |
| 18  | A      | Izabela Mikołajczyk        | Polonia       | –    | –    | xo   | o    | xx–  | x    | 1.83   |       |
| 20  | A      | Ana Šimić                  | Croazia       | –    | –    | xxo  | xxo  | xxx  |      | 1.83   |       |
| 21  | A      | Isobel Pooley              | Gran Bretagna | –    | –    | o    | xxx  |      |      | 1.78   |       |
| 22  | B      | Elina Smolander            | Finlandia     | –    | xo   | o    | xxx  |      |      | 1.78   |       |
| 23  | B      | Monika Gollner             | Austria       | –    | o    | xo   | xxx  |      |      | 1.78   |       |
| 24  | B      | Maayan Furman              | Israele       | o    | o    | xxo  | xxx  |      |      | 1.78   |       |
|     | A      | Marija Vuković             | Montenegro    |      |      |      |      |      |      | DNS    |       |
|     | B      | Ariane Friedrich           | Germania      |      |      |      |      |      |      | DNS    |       |

### Finale
| Pos | Atlete                  | Nazione  | 1.80 | 1.85 | 1.89 | 1.92 | 1.95 | 1.97 | 1.99 | Misura | Note |
| --- | ----------------------- | -------- | ---- | ---- | ---- | ---- | ---- | ---- | ---- | ------ | ---- |
| 1   | Ruth Beitia             | Spagna   | -    | o    | -    | o    | o    | xxo  | xxx  | 1.97   | =SB  |
| 2   | Tonje Angelsen          | Norvegia | o    | o    | xo   | o    | o    | xxo  | xxx  | 1.97   | PB   |
| 3   | Irina Gordeeva          | Russia   | o    | o    | o    | o    | xxx  |      |      | 1.92   |      |
| 3   | Emma Green Tregaro      | Svezia   | -    | o    | o    | o    | xxx  |      |      | 1.92   | SB   |
| 3   | Olena Holosha           | Ucraina  | o    | o    | o    | o    | xxx  |      |      | 1.92   |      |
| 6   | Burcu Ayhan             | Turchia  | o    | xo   | xo   | o    | xxx  |      |      | 1.92   | =SB  |
| 6   | Melanie Melfort         | Francia  | o    | o    | xxo  | o    | xxx  |      |      | 1.92   | SB   |
| 8   | Mirela Demireva         | Bulgaria | o    | o    | o    | xxo  | xxx  |      |      | 1.92   | =PB  |
| 9   | Airinė Palšytė          | Lituania | o    | o    | xo   | xx-  | x    |      |      | 1.89   |      |
| 10  | Ebba Jungmark           | Svezia   | o    | o    | xxx  |      |      |      |      | 1.85   |      |
| 11  | Antonia Stergiou        | Grecia   | o    | xxx  |      |      |      |      |      | 1.80   |      |
| 12  | Venelina Veneva-Mateeva | Bulgaria | xo   | xxx  |      |      |      |      |      | 1.80   |      |